# Zeche Johann (Essen)
Die Zeche Johann  war ein Steinkohlenbergwerk in Steele. Das Bergwerk gehörte zum Bergamtsbezirk Essen.

## Bergwerksgeschichte
Im Jahr 1809 wurde die Mutung für das Grubenfeld Johann eingelegt. Am 22. September des Jahres 1827 wurde ein Längenfeld verliehen. Ab dem Jahr 1830 war die Zeche Johann vermutlich in Betrieb. Im Jahr 1856 wurde ein tonnlägiger Versuchsschacht geteuft. Der Schacht wurde im Flöz Mausegatt abgeteuft. Ab dem zweiten Quartal desselben Jahres wurde Abbau betrieben. Im darauffolgenden Jahr wurde eine Dampfmaschine in Betrieb genommen. Bei dieser Maschine handelte es sich um eine kombinierte Maschine, die gleichzeitig als Fördermaschine und der Wasserhaltung diente. Im Jahr 1858 wurde der tonnlägige Schacht tiefer geteuft. Der Schacht hatte nun eine flache Teufe von 30 Lachtern unter der Stollensohle. In dieser Teufe wurde ein Querschlag angesetzt, um das Flöz Krebsenscheer aufzuschließen. Bei einer flachen Teufe von 44½ Lachtern wurde die Wettersohle angesetzt. Am 30. September desselben Jahres wurde das Geviertfeld Margarethe verliehen. Aus diesem Jahr stammen auch die einzigen bekannten Belegschaftszahlen, es waren 52 Bergleute auf dem Bergwerk beschäftigt. Im Jahr 1859 konsolidierte die Zeche Johann mit weiteren Zechen zur Zeche Vereinigte Johann.